# Tiaret
Tiaret (tiếng Ả Rập: تيارت) là một thành phố thủ phủ của tỉnh Tiaret của Algérie. Thành phố có tổng diện tích km², trong đó diện tích đất là km², dân số theo ước tính năm 2005 là 198.213 người. Đây là thành phố lớn thứ 13 Algérie.